# 攻佔興化
攻佔興化（法語：Prise de Hưng Hóa）發生於1884年4月12日，是東京遠征的一場戰鬥。法軍統帥夏爾-泰奧多爾·米樂在一個月前的北寧戰役中取得了決定性勝利，並在接下來的時間中，不斷掃蕩潰敗的黑旗軍與廣西軍遺留下來的駐軍，並向劉永福所在的兴化城發起進軍。在法軍對城市進行強烈的砲擊和進攻側翼後，中國部隊放棄了這座城市。

## 註腳
1. ↑  Challan de Belval, pp. 144–45
2. ↑  Huard, pp. 280–6; Thomazi, Histoire militaire, p. 84